# Dorylaimia
Dorylaimia — підклас нематод класу Enoplea.

## Спосіб життя
Представники підкласу  включають різноманітних наземних та прісноводних видів. Серед них більшість хижих або всеїдних вільноживучих круглих черв'яків. Є певна кількість паразитів та коменсалів рослин та тварин. Морських видів невідомо.

## Опис
Представники Dorylaima характеризуються наявністю одонтостилю- трубчастого колючого органу, який використовується для живлення та виділення відходів життєдіяльності.

## Классификация
Підклас містить наступні ряди:
- Dioctophymida
- Dorylaimida
- Mermithida
- Mononchida
- Trichocephalida